# Wietnamska kawa jajeczna
Wietnamska kawa jajeczna (wiet. Cà Phê Trứng) − napój na bazie kawy, przygotowywany w Wietnamie. Powstaje poprzez ucieranie żółtka ze skondensowanym, słodzonym mlekiem, czasem także z cukrem, a następnie zalanie czarną kawą. Podawany może być zmieszany lub z zachowaniem warstw.